# Mor Wade
Mor Wade (ur. 15 marca 1957, zm. 18 kwietnia 2019) – senegalski zapaśnik walczący w stylu wolnym. Olimpijczyk z Barcelony 1992, gdzie zajął jedenaste miejsce w kategorii 130 kg.
Srebrny medalista igrzysk afrykańskich w 1991 i brązowy w 1995. Trzykrotny medalista mistrzostw Afryki, w tym złoty w 1992 roku.